# 深浦里站 (兩江道)
深浦里站（韓語：심포리역）是朝鮮民主主義人民共和國两江道雲興郡深浦里的一個鐵路車站，属于白头山青年线。

## 歷史
- 1937年11月1日：落成啟用[2]。

## 邻近车站
白头山青年线
甫安站 - 深浦里站 - 大五川站